# Mittelmeerspiele 1971
Die Mittelmeerspiele 1971 (offiziell: VI. Mittelmeerspiele) fanden vom 6. bis 17. Oktober 1971 in der türkischen Stadt Izmir statt.

## Teilnehmende Nationen
Es nahmen 14 Nationen teil, die insgesamt 1362 Athleten (darunter 1235 Männer und 127 Frauen) entsandten. Die Anzahl der Teilnehmer ist in Klammern angegeben.
- Ägypten (109)
- Algerien (38)
- Frankreich (50)
- Griechenland (159)
- Italien (162)
- Jugoslawien (161)
- Libanon (2)
- Libyen (36)
- Malta (11)
- Marokko (76)
- Spanien (148)
- Syrien (108)
- Tunesien (83)
- Türkei (219)

## Sportarten und Wettbewerbe
Das Programm der sechsten Mittelmeerspiele umfasste 17 Sportarten mit 137 Wettbewerben. Die Zahl in Klammern neben der Sportart gibt die Anzahl der Medaillenwettbewerbe pro Sportart an.
- Basketball (1)
- Boxen (11)
- Fechten (4)
- Fußball (1)
- Gewichtheben (9)
- Judo (5)
- Leichtathletik (32)
- Radsport (4)
- Ringen (20)
- Schießen (5)
- Schwimmen (22)
- Segeln (3)
- Tennis (2)
- Turnen (14)
- Volleyball (1)
- Wasserball (1)
- Wasserspringen (2)

## Medaillenspiegel
| Platz  | Land         | Gold | Silber | Bronze | Gesamt |
| ------ | ------------ | ---- | ------ | ------ | ------ |
| 01     | Italien      | 51   | 38     | 30     | 119    |
| 02     | Jugoslawien  | 27   | 25     | 26     | 78     |
| 03     | Spanien      | 18   | 25     | 24     | 67     |
| 04     | Türkei       | 18   | 12     | 15     | 45     |
| 05     | Griechenland | 8    | 8      | 24     | 40     |
| 06     | Ägypten      | 7    | 10     | 12     | 29     |
| 07     | Frankreich   | 7    | 9      | 7      | 23     |
| 08     | Tunesien     | 3    | 6      | 2      | 11     |
| 09     | Marokko      | —    | 2      | 6      | 8      |
| 09     | Syrien       | —    | 2      | 6      | 8      |
| 11     | Algerien     | —    | —      | 1      | 1      |
| 11     | Libyen       | —    | —      | 1      | 1      |
| Gesamt | Gesamt       | 139  | 137    | 154    | 430    |